# Umberto Grazzi
Umberto Grazzi (Firenze, 16 ottobre 1896 – Ginevra, 6 settembre 1963) è stato un diplomatico italiano, Segretario generale del Ministero degli Affari Esteri dal 1959 al 1961.

## Biografia

### Formazione culturale
Dopo aver partecipato alla prima guerra mondiale come ufficiale di complemento ed essersi guadagnato una croce al merito di guerra, Umberto Grazzi, nel 1920, si laurea in giurisprudenza all'Università di Pisa. Nel 1923, entra nel corpo diplomatico-consolare, superando il concorso pubblico.

### Prime destinazioni
Nel 1924 è addetto consolare a Parigi; dal 1925 al 1928 è, prima viceconsole e poi console a San Gallo; dal giugno 1928, alla fine del 1929 è a Siviglia, quando è assegnato al ministero degli Esteri, come segretario dell'Ufficio di politica economica. In tale veste assiste a tutte le maggiori conferenze economiche che si tengono agli inizi degli anni trenta, quali la conferenza di Stresa per l'Europa centrale e orientale (1932) e la conferenza economica e monetaria di Londra (1933).
Nel 1933 è primo segretario di legazione a Vienna ed assiste al tentativo di colpo di Stato nazista che ha come conseguenza l'assassinio del cancelliere Engelbert Dollfuss (1934).

### Convinzioni liberiste finalizzate alla cooperazione economica
Nel settembre del 1936, Umberto Grazzi è promosso capo ufficio nella direzione degli Affari generali del ministero. Nel 1939 è all'ambasciata d'Italia di Rio de Janeiro; nel 1942, di nuovo a Roma, come vicedirettore degli Affari commerciali. Nel 1945 è promosso inviato straordinario e ministro plenipotenziario.
Nel 1947 Grazzi è direttore generale degli Affari economici e propugna il superamento delle politiche protezioniste e l'inserimento dell'Italia in un sistema di progressiva liberalizzazione degli scambi e di cooperazione economica. A partire dal 1950, sostiene le politiche di integrazione europea che porteranno alla realizzazione del piano Schuman e alla costituzione della Comunità europea del carbone e dell'acciaio. Appoggia il piano Pleven per la costituzione di un esercito europeo.

### Grazzi ambasciatore d'Italia e Segretario generale del Ministero degli Esteri
Nel 1950 Grazzi è promosso ambasciatore e, nel 1952, è destinato a Bruxelles quale Ambasciatore d'Italia presso il Re del Belgio. Nel 1955 è trasferito a Bonn, quale Ambasciatore nella Germania Ovest. Favorisce la partecipazione tedesca alla Conferenza di Messina (1955) e alla conclusione dei Trattati di Roma per la costituzione della Comunità Economica Europea e l'Euratom (1957).
Nel 1958, Grazzi è a Parigi come Rappresentante italiano presso il Consiglio Atlantico. Negozia l'installazione dei missili statunitensi a medio raggio sul territorio italiano, già decisa nel dicembre 1957, e conclude l'accordo bilaterale tra Italia e Stati Uniti per la concessione delle basi missilistiche. Infine, nel maggio del 1959, è nominato segretario generale del ministero, carica che mantenne fino a pochi mesi prima del suo collocamento a riposo (1º settembre 1961).

## Opere
- Il principio della fine: l'impresa di Grecia, Faro, Roma, 1946.[3]